# 钱德拉普尔巴吉恰
钱德拉普尔巴吉恰（Chandrapur Bagicha），是印度阿萨姆邦Kamrup县的一个城镇。总人口5230（2001年）。

## 人口
该地2001年总人口5230人，其中男性2900人，女性2330人；0—6岁人口569人，其中男308人，女261人；识字率72.75%，其中男性为78.00%，女性为66.22%。